# SINGLES (松田樹利亜のアルバム)
『SINGLES』（シングルズ）は松田樹利亜の4枚目のベスト・アルバム。

## 概要
アップフロントワークスからリリースした唯一の作品で、ハミングバードレコードからカッティング・エッジまでの楽曲を収録した。なお、月光恵亮のプロデュース作品は本作で最後となった。

## 収録曲
1. 抱きしめても止まらない
作詞：田村直美　作曲：Joey Carbone・Jeff Carruthers　編曲：須貝幸生・横関敦
2. だまってないで
作詞：松田樹利亜　作曲：石川寛門　編曲：須貝幸生・神長弘一
3. FOREVER DREAM
作詞：田村直美　作曲：Joey Carbone・Jeff Carruthers　編曲：須貝幸生・神長弘一
4. Rain
作詞：松田樹利亜・みかみ麗緒　作曲：Joey Carbone・Dennis Belfield　編曲：須貝幸生・神長弘一
5. 負けないBroken Heart
作詞：松田樹利亜・みかみ麗緒　作曲：大内義昭　編曲： 須貝幸生・神長弘一
6. 本日快晴
作詞：松田樹利亜　作曲：石川寛門　編曲：須貝幸生・神長弘一
7. Fly So High
作詞：みかみ麗緒　作曲：仁科かおり　編曲：須貝幸生・神長弘一
8. I WANT YOU
作詞：田代奈々　作曲：田村直美・石川寛門　編曲：井上龍仁・鷹羽仁
9. この世界のどこかで
作詞：吉江阿季　作曲：松田樹利亜・井上龍仁　編曲：井上龍仁・神長弘一・鷹羽仁
10. ちゃっかり
作詞：室井美樹　作曲：松田樹利亜・井上龍仁　編曲：井上龍仁・神長弘一・鷹羽仁
11. NAKED LOVE AGAIN
作詞：松田樹利亜　作曲：菅原サトル　編曲：月光恵亮・大里正毅
12. Ambitious
作詞：松田樹利亜　作曲：Joey Carbone・井上龍仁　編曲：神長弘一
13. 永遠という瞬間の中で
作詞・作曲：松田樹利亜　編曲：月光恵亮
14. LOVE IS A MERRY GO-ROUND
作詞：松田樹利亜　作曲：関将　編曲：月光恵亮
15. I wish you were here
作詞：小幡洋子　作曲：月光亮恵　編曲：神長弘一・鷹羽仁